# Morgan Earp

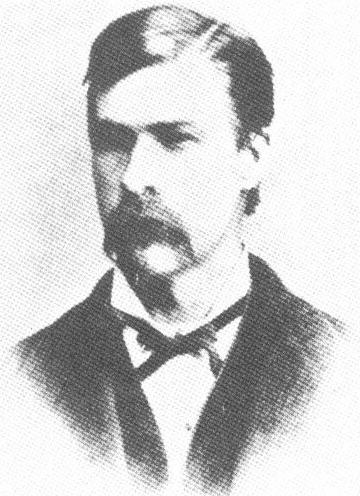
Morgan Earp

Morgan Earp (* 24. April 1851 in Pella im Marion County, Iowa; † 18. März 1882 in Tombstone, Arizona) war ein Revolverheld des Wilden Westens und ein Bruder von Wyatt Earp. Bekanntheit erlangte er durch die Schießerei am O. K. Corral in Tombstone, Arizona.

## Leben
Morgan Earp war das fünfte von acht Kindern von Nicolas Earp und dessen zweiter Frau Virginia Ann Cooksey. Nach Aufenthalten in Wichita, Dodge City und Montana folgte er seinen Brüdern Virgil, Wyatt und James 1879 oder 1880 nach Tombstone.

### Lage in Tombstone
Tombstone war damals eine aufstrebende Silberminenstadt. Sie war in zwei Fraktionen gespalten: auf der einen Seite die Minenbesitzer und Geschäftsleute, auf der anderen Seite die Farmer. Die Earps, bald selbst Minenbesitzer, versuchten, sich eine Machtposition in der Stadt aufzubauen. Inwieweit Morgan Earp selbst in die Sache verstrickt war, ist unbekannt und beruht auf Spekulationen.
Morgan arbeitete zunächst als shotgun rider für Wells Fargo und als vereidigter Deputy (Hilfssheriff) für seinen Bruder Virgil.
Bis Oktober 1881 spitzte sich die Situation zwischen den Clantons und Earps weiter zu. Letztlich stellt das Duell am O. K. Corral am 26. Oktober 1881 nur die Antwort auf eine lange Reihe von Provokationen beider Parteien dar. Trotz widersprechender Zeugenaussagen ist anzunehmen, dass Morgan zusammen mit Doc Holliday die Schießerei am O. K. Corral auslöste. Während dieser wurden er und sein Bruder Virgil verwundet. Gegen die Earps und Doc Holliday wurde Anklage wegen Mordes erhoben, von der sie aber freigesprochen wurden.

### Tod

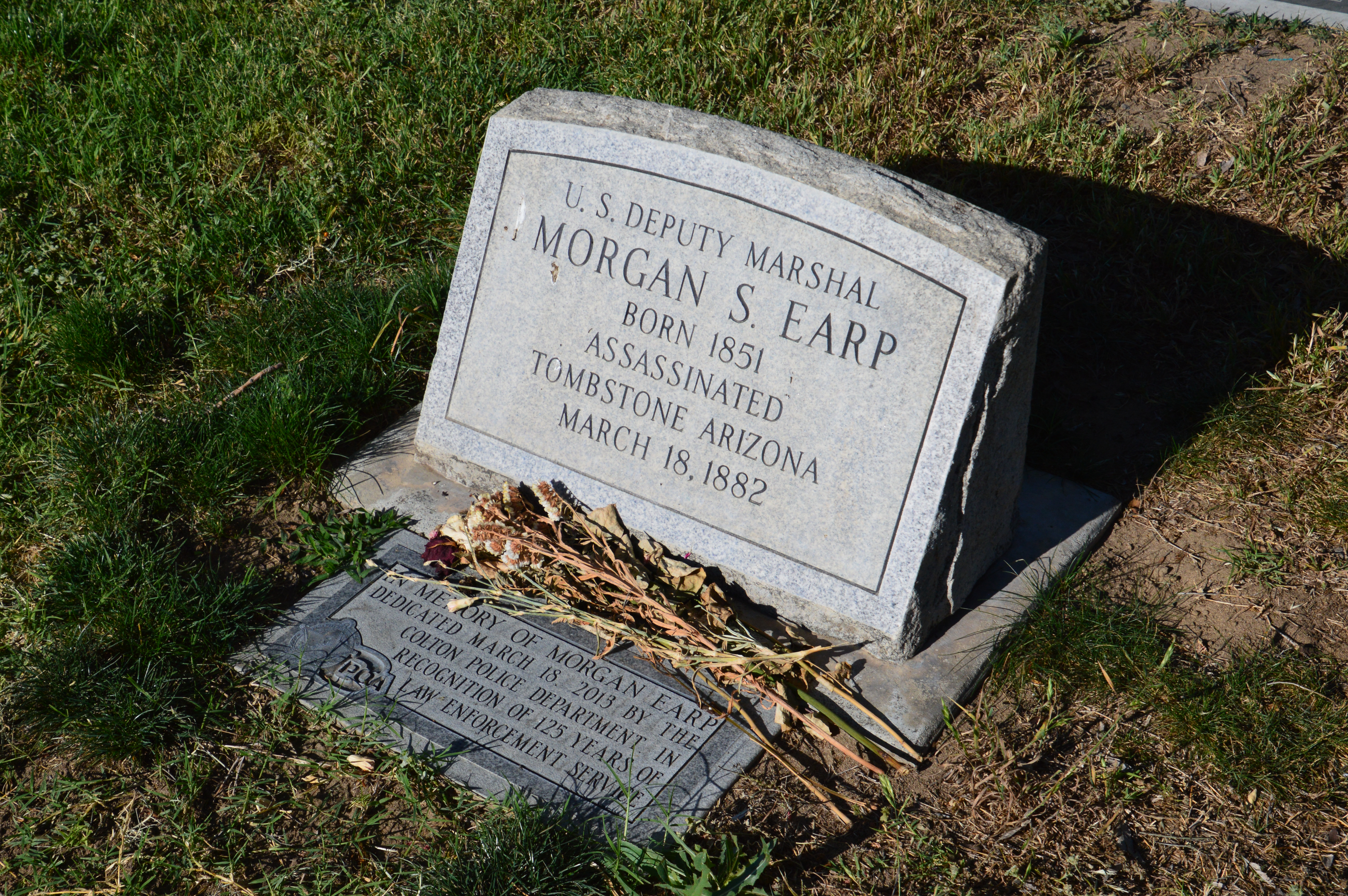
Grab von Morgan Earp / Hermosa Memorial Gardens, Colton

Die Reaktion der Gegner blieb nicht aus. Am 28. Dezember 1881 wurde Virgil Earp aus dem Hinterhalt angeschossen. Am 18. März 1882 wurde Morgan, während er in Campbell & Hatch’s Saloon Billard spielte, erschossen. Die Earps zogen sich daraufhin aus Tombstone zurück. Sein einbalsamierter Leichnam wurde per Bahn überführt und im kalifornischen Colton bei seinen Eltern begraben.
Wyatt verfolgte zusammen mit seinem Freund Doc Holliday die Mörder seines Bruders; namentlich Frank Stilwell, Peter Spencer und Indian Charly (einige Quellen bezeichnen auch einen Florentino Cruz als dritten Mörder). Stilwell wurde drei Tage später tot aufgefunden.